# Macbeth skót király
Macbeth, óír (középír) nyelven: Mac Bethad mac Findlaích, skót gael nyelven: MacBheatha mac Fhionnlaigh (1005 – 1057. augusztus 15.), angol változata: Macbeth, gúnynevén Rí Deircc, „Vörös király”, 1040-től haláláig Skócia királya volt. Szélesebb körű ismertségre William Shakespeare Macbeth című drámájának címadó alakjaként tett szert. A darab cselekménye történelmileg meglehetősen pontatlan.

## Származás és család
Macbeth Findláech of Moray (Findláech mac Ruaidrí) moray-i elöljáró fia volt. Anyja, akit a korabeli források nem említenek, egyesek véleménye szerint II. Malcolm (Máel Coluim mac Cináeda) király lánya volt. Ezen vélekedéseknek vélhetően Andrew of Wyntoun krónikás volt a szülőatyja, aki az Orygynale Cronykil of Scotland (Skócia eredeti krónikája) című munkájában Macbeth anyját Malcolm unokájaként (esetleg lányaként) kezeli.
Az apát 1020-ban ölték meg. Az Annals of Ulster szerint saját emberei okozták halálát, míg az Annals of Tigernach szerint saját testvére – Máel Brigte – fiai voltak a gyilkosok. A fiúk egyike, Máel Coluim son of Máel Brigte, 1029-ben halt meg. A másik fiút, Gille Coemgáint 1032-ben érte a halál. Egy házat gyújtottak rá és ötven emberére. Gille Coemgáin felesége Gruoch volt, fiukból lett a későbbi Lulach király. Egyesek tudni vélik, hogy Gille Coemgáin halálához Macbethnek is köze volt, aki apja haláláért állt ily módon bosszút, míg mások II. Malcolmban keresik a felelőst, aki a tettel talán egy lehetséges vetélytársától kívánt megszabadulni.
Alba királyság (Skócia) eredetmítosza az alapítást Piktföld I. Kenneth általi megsemmisítésének időpontjához köti, királyai pedig Kenneth férfiági leszármazottai voltak. Az egyetlen kivétel talán Kenneth lányának állítólagos fia, Eochaid, akinek uralkodói volta máig sem teljesen bizonyított. Az évszázad során, melyre vonatkozóan a királylisták megegyeznek az évkönyvek feljegyzéseivel, Skócia koronája váltakozva került a Kenneth családfájának két ágáról származó utódok fejére. Az egyik ágat a Constantín mac Cináeda-klán tagjai, Kenneth egyik fiának, I. Konstantin királynak a leszármazottai képviselték, míg a másik ágat az Áed mac Cináeda-klán Aedh királytól, Konstantin fivérétől származó tagjai alkották. Ugyanez a váltakozó öröklődés volt tapasztalható a korabeli Írországban is, ahol a főkirályok hol az Uí Néill-dinasztia északi, Cenél nEógain nevű, hol a déli, Clann Cholmáin nevű ágából kerültek ki.
A váltakozó öröklődés mindkét módszere – időben nagyjából megegyezően – a 11. század elején bukott meg. Írországban az Uí Néill-família saját déli rokonát Máel Sechnaill mac Domnaill-t, s ezzel egyben a váltakozó főkirály-állítás korábbi módszerének megszűnését támogatta Brian Boru ellenében. Britannia északi részében pedig az egyes jelöltek által a hatalomért folytatott éles küzdelem eredményeként esett ki a versenyből az Áed mac Cináeda-család. A szóba jöhető utód tehát csak a Constantín mac Cináeda-ágról kerülhetett ki, így aztán II. Malcolm került a trónra, akinek a továbbiakban már csak a saját családjából származó lehetséges vetélytársaktól kellett megszabadulnia. Úgy tűnik, hogy uralkodása során ennek a feladatnak nagy buzgalommal tett eleget.
A feltevések szerint az Áed mac Cináeda-család hatalma pusztán Skócia északi részére, a korábbi Fortriu, későbbi nevén Moray területére korlátozódott. Macbethről, mielőtt a skót trónra került volna, a korszak ír évkönyvei hol Fortriu királyaként, hol Moray királyaként (elöljárójaként) tesznek említést. Ez volt az a terület, melyen Macbeth rokonsága élt. A 11. század későbbi időszakában, mikor Gille Coemgáin unokája, Máel Snechtai volt Moray ura, egy olyan családfát állítottak össze, amelyben Máel Snechtai származását és a Ruadrí-klán eredetét egészen a Loairn-család alapítójáig Loarn mac Eircig, Dál Riata legendás 5. századi uralkodójáig vezették vissza. Loarn valószínűleg annak a Fergus Mórnak volt a fivére, akitől Kenneth királynak és leszármazottainak családfáját eredeztetik. A ránk maradt családfát nyilvánvalóan két különböző, a Senchus fer n-Alban (Skót férfiak krónikája) című óír krónikában található genealógiából konstruálták. Nagyon valószínű, hogy a Clann Ruadrí-val kapcsolatos ezen koncepció volt az uralkodó Macbeth korában, vagy tán már azt megelőzően is.
Az nem tisztázott, hogy Gruoch apja vajon II. Kenneth (Cináed mac Maíl Coluim) (meghalt 1005-ben) vagy III. Kenneth (Cináed mac Duib)(meghalt 997-ben) király fia volt-e, azonban kronológiailag mindkét változat elképzelhető. Gille Coemgáin halálát követően Macbeth elvette özvegyét és mostohafiaként nevelte annak fiát, a későbbi Lulach királyt. Gruoch testvérét vagy unokaöccsét (nevét nem jegyezték fel) II. Malcolm ölte meg 1033-ban.

## Mormaer (elöljáró) ésdux(herceg)
Mikor Nagy Knut 1031-ben északra ment, hogy II. Malcolmmal elismertesse saját főkirályságát, Macbeth is behódolt neki:
... Malcolm, a skótok királya behódolt neki és embere lett, valamint két másik király is, Macbeth és Iehmarc ...
 Egyesek ebből Macbeth hatalmára, mások pusztán arra következtetnek, hogy ő is jelen volt, akárcsak Iehmarc, aki valószínűleg Echmarcach mac Ragnaill, Dublin és a szigetek uralkodója volt, ami azt bizonyíthatja, hogy II. Malcolm egyfajta feljebbvalója volt a Moray-i elöljáróságnak és a Hebridáknak. Bárhogy is álltak a dolgok az 1030-as évek elején, az több mint valószínű, hogy Macbeth az alárendeltje volt Alba (Skócia) királyának, II.Malcolmnak, aki Glamis mellett halt meg, 1034. november 25-én. A Prophecy of Berchan (Berchán jövendölése) nyilvánvalóan egyedül maradt a nagyjából kortárs források közül azzal, hogy erőszakos halálról ír, az esetet rokongyilkosságnak beállítva. Tigernan krónikája csak ennyit jegyez meg:
Máel Coluim, Cináed fia, Alba királya, Európa nyugati felének ékessége, meghalt.
II. Malcolm unokáját Duncant (Donnchad mac Crínáin), I. Duncan néven, minden tapasztalható ellenkezés nélkül kiáltották ki királlyá, 1034. november 30-án. Duncan elfogadott királynak tűnik, ami, ellentétben néhány más állítással, nem a tanistry, azaz a lehetséges férfiági utódok közül való választás módszerének felrúgása, hanem ellenkezőleg, az uralkodó gyakorlat megerősítése volt. A korábbi utódlások gyakran eredményeztek heves viszályokat a szóba jöhető utódok, illetve támogatóik között. Ellentétben a Shakespeare darabjában feltűnő öreg királlyal, a valódi Duncan fiatal ember volt 1034-ben, sőt még 1040-es halálával kapcsolatban is a fiatalságát emelik ki.
Fiatalságának köszönhetően Duncan uralkodásának első szakasza gyakorlatilag eseménytelen volt. A későbbi időszak, egybevágóan a Prophecy of Berchán jellemzésével: „a férfi, akit számtalan csapás ért”, nem volt sikeres. 1039-ben Strathclyde-ot megtámadták a northumbriaiak, azonban a Duncan által vezetett megtorlás, mely Durham 1040-es ostromában csúcsosodott ki, tragédiába fordult. Később, ugyanebben az évben, Duncan sereggel indult Moray ellen, de Macbeth megölte őt 1040. augusztus 15-én, Pitgavenynél, Elgin közelében.

## Alba főkirálya
Duncan halála után Macbeth lett a király. Nem ismerünk ellenállási kísérleteket megválasztásával kapcsolatban, bár nyilvánvalóan lettek volna ilyenek, ha kinevezése nem lett volna széles körben elfogadott. 1045-ben Duncan apját, Crinán of Dunkeldet, a Cenel Conaill család tagját, Iona örökös apátját megölték egy olyan csatában, amelyet két skót sereg vívott egymás ellen.
John of Fordun azt vélelmezi, hogy Duncan felesége elmenekült Skóciából, s magával vitte gyermekeit, a későbbi királyokat, III. Malcolmot (Máel Coluim mac Donnchada) és III. Donaldot (Domnall Bán mac Donnchada vagy Donalbane). A szerző a menekülés több lehetséges helyszínét is megemlíti, köztük Northumbriát és Orkneyt. A legegyszerűbb megoldással azonban E. William Robertson szolgál, méghozzá Fordunt jóval megelőzve. Szerinte az özvegy és a gyerekek számára a legbiztonságosabb hely Atholl lett volna, ahol a feleség vagy Duncan rokonai és támogatói éltek.
Crinán veresége után Macbethnek biztosan nem akadt kihívója. Marianus Scotus elmeséli, hogy a király 1050-ben Rómába zarándokolt, ahol pénzt osztott a szegényeknek.

### Karl Hundason
Az Orkneyinga saga azt állítja, hogy Thorfinn Sigurdsson, Orkney grófja, és egy bizonyos Karl Hundason között éles vita bontakozott ki, mikor az utóbbi Skócia királya lett és bejelentette igényét Caithness-re. Karl Hundason – aki a skót és az ír források számára ismeretlen – kiléte régóta vita tárgya és aligha tisztázódik a közeljövőben. A leggyakrabban hangoztatott álláspont szerint a Karl Hundason a Macbethre ellenségei által ragasztott gúnynév, a „Churl, son of a Dog” („faragatlan, kutyafi”) óészaki torzítása. William Forbes Skene feltételezése, mely szerint I. Duncan volt Karl Hundason, az elmúlt években ismét táptalajra talált. Ugyancsak széles körben hangoztatják, hogy az egész ügy nem más, mint a költői szabadság megnyilvánulása.
Az Orkneyinga saga szerint a vitát követő háború során Thorfinn legyőzte Karlt egy tengeri csatában, mely nem messze zajlott Orkneytól. Később Karl unokaöccsét (Mutatant vagy Muddant), akit Caithnessi uralkodóvá nevezett ki, ölte meg Thurso mellett Thorkel, a „nevelő”. Végül egy nagy csata, mely délen, Tarbat Nessnél zajlott, Karl vereségével és menekülésével vagy halálával végződött. A saga szerint Thorfin ezt követően délre vonult, egészen Fife-ig, gyújtogatva és fosztogatva amerre járt. Ugyancsak a saga állítja egy másik helyen, hogy Thorfinn kilenc skót grófságot szerzett meg magának.
Bárki is volt ez a Karl Hundason, a saga valószínűleg egy olyan helyi konfliktusról számol be, melynek egyik szereplője Moray vagy Ross elöljárója volt:
A[z] egész beszámoló következetes abban a vonatkozásban, hogy Thorfinn és Karl küzdelme folytatása annak a harcnak, mely a 9. század óta dúlt Orkney grófjai, különösen Sigurd Rognvald fia, Ljot és Erős Sigurd, valamint Moray, Sutherland, Ross, és Argyll moarmer-ei (elöljárói) vagy hercegei között, és abban is, hogy Malcolm és Karl a négy tartomány valamelyikének ura volt.

### Végső évek
1052-ben Macbeth közvetve belekeveredett az Angol Királyságban, Godwin, wessexi gróf és hitvalló Eduárd király között kialakult viszályba, mikor nagyszámú normann menekülőt fogadott be udvarába. 1054-ben Dán Sigurd, Northumbria grófja erős haddal indult Skócia ellen. Az invázió egy véres csatába torkollott, melyben – az Annals of Ulster szerint – 3.000 skót és 1.500 angol esett el, köztük Sigurd egyik fia és veje is. A hadjárat azzal fejeződött be, hogy egy bizonyos Máel Coluim, „a [cumbriai] király fia” – nem tévesztendő össze a későbbi III. Malcolm skót királlyal – visszakerült a Strathclyde-i királyság trónjára. Lehet, hogy az 1054-es események hatására olvasható Shakespeare drámájában, hogy III. Malcolm angol segítséggel került a trónra.
Macbeth bizonyosan túlélte a támadást, mivel 1057-ben csatában legyőzte és halálosan megsebesítette vagy megölte őt a későbbi III. Malcolm a Mounth nevű dombság északi oldalán, Lumphanannál. A Prophecy of Berchán úgy véli, hogy csak megsebesült és néhány nappal később halt meg Scone-nál. Röviddel ezután Macbeth mostohafiát, Lulach mac Gille Coemgáint választották királlyá.
A későbbi szerzőkkel ellentétben nincs olyan kortárs forrás, amely szerint Macbeth zsarnok lett volna. A Duan Albanach, amely III. Malcolm korában keletkezett, úgy ír róla: „a híres Mac Bethad”. A Prophecy of Berchán, egy verses krónika formájában leírt jövendölés, „[Fortriu] nagylelkű királyaként” említi, majd így folytatja:
Vörös, hosszú, aranyszín hajú, kedves lesz hozzám; Skócia kelettől nyugatig bőségben fog élni e mérges vörös uralkodása alatt.

## A valóságtól a legendáig

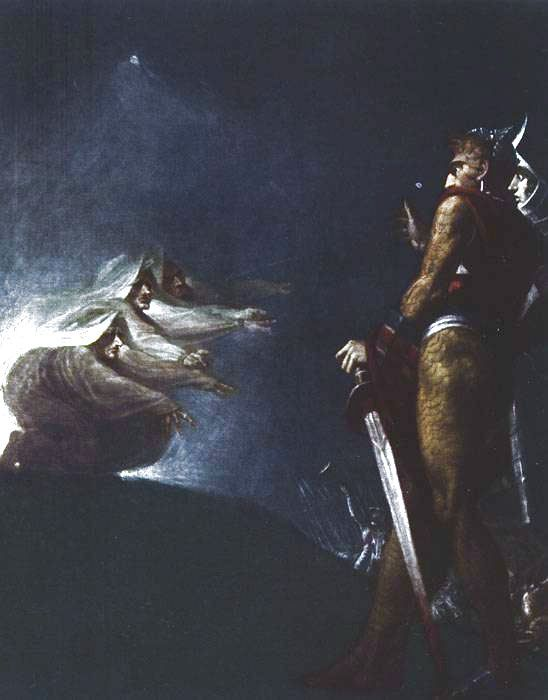
Macbeth és a boszorkányok – Henry Fuseli (Johann Heinrich Füssli) (1741-1825)

Macbeth életrajza, akárcsak I. Duncan királyé, a 14. század vége felé kezdett eltolódni a legendák irányába, mikor John of Fordun és Andrew of Wyntoun megírta krónikáit. Hector Boece, Walter Bower és George Buchanan ugyancsak hozzájárultak a történet szinezéséhez.
William Shakespeare Macbeth-jének hatása elhalványította a krónikákat és rossz hírét keltette a királynak. Shakespeare úgy festi le darabjában Macbethet, mint aki jóindulatú Duncan királlyal szemben, de befolyásolja őt saját felesége, valamint a három boszorkány. A történet kifejlődése során aztán egyre aljasabb lesz, mániákus gyilkos válik belőle. Még Macbeth felesége is híressé vált, köszönhetően Shakespeare-nek és Dmitrij Sosztakovics operájának, a Leskov műve alapján született Kisvárosi Lady Macbeth-nek. A Shakespeare-dráma történelmi hátterét Raphael Holinshed műve, a Chronicles of England, Scotland, and Ireland adta, mely bőven merített Boece 1527-es Scotorum Historiae-jéből.
Napjainkban Dorothy Dunnett „A továbbiakban király” című regénye próbálja megrajzolni a történelmi Macbeth portréját, mely azt állítja, hogy Macbeth és vetélytársa (néha szövetségese is), Thorfinn Sigurdsson, Orkney grófja, egy és ugyanazon személy volt. A király Thorfinn-ként született és csak a keresztségben kapta a Macbeth nevet.
A skót Nigel Tranter Macbethet teszi meg történelmi regényei egyikének hősévé. Tranter, aki a modern történészek között elismert szerzőnek számít, azt állítja, hogy Macbeth eredetileg Moray királya volt, és Duncan alárendeltségébe tartozott, de később gyanúba keveredett és megtámadták. Macbeth csatlakozott féltestvérének, Thorfinn-nak – aki Macbeth apjának második feleségétől, egy normann asszonytól született – a seregéhez. Csatában legyőzték és megölték Duncant, majd Macbeth szerezte meg a trónt.
A könyv megemlíti Macbeth néhány hőstettét is, valamint a kelta katolikus egyház támogatását, mely egyház szemben állt az Angliában tevékenykedő római katolikusokkal. Olvashatunk Macbeth római utazásáról – a pápának kívánta átadni a kelta egyház petícióját -, s arról, hogy az utat fivére viking hajóján tette meg.
A mű arról is beszámol, hogy Macbeth ellenezte az angolok igényét a skót trón ellenőrzésére vonatkozóan, valamint, hogy ez vezetett aztán a Macbeth elleni támadáshoz és az angolokat jobban pártoló III. Malcolm trónra segítéséhez.

## További olvasnivalók
- Tranter, Nigel MacBeth the King Hodder & Stoughton, 1978.
- Aitchison, Nick Macbeth Sutton Publishing, 2001 , ISBN 0-7509-2640-6.
- Dunnett, Dorothy King Hereafter Knopf, 1982 , ISBN 0-394-52378-4.
- Ellis, Peter Berresford Macbeth: High King of Scotland 1040-57 Learning Links, 1991 , ISBN 0-85640-448-9.
- Marsden, John Alba of the Ravens: In Search of the Celtic Kingdom of the Scots Constable, 1997, ISBN 0-09-475760-7.
- Walker, Ian Lords of Alba Sutton Publishing, 2006, ISBN 0-7509-3492-1.

## Fordítás
- Ez a szócikk részben vagy egészben  a   Macbeth of Scotland című angol Wikipédia-szócikk ezen változatának fordításán alapul.  Az eredeti cikk szerkesztőit annak laptörténete sorolja fel. Ez a jelzés csupán a megfogalmazás eredetét és a szerzői jogokat jelzi, nem szolgál a cikkben szereplő információk forrásmegjelöléseként.

| Előző uralkodó: I. Duncan | Skócia uralkodója 1040–1057 | Következő uralkodó: Lulach |